# Lindsaea portoricensis
Lindsaea portoricensis là một loài dương xỉ trong họ Lindsaeaceae. Loài này được Desv. mô tả khoa học đầu tiên năm 1811.